# Аманінатакілебте
Аманінатакілебте (д/н — 519 до н. е.) — цар Куша в 538–519 роках до н. е.

## Життєпис
Син царя Аналмайє. Посів трон близько 538 року до н. е. Зберігав дружні відносини з XXVI династією Єгипту. 525 році перське військо на чолі із Камбісом II підкорило Єгипет. Останній близько 524 року до н.е. відправив посланців до царя Куша. За Геродотом, це були іхтіофаги (жителі узбережжя Червоного моря на широті Елефантини). Посольство принесло до Мерое в якості подарунків пурпурову одяг, намисто з золота, браслети, алебастровий човен з мазями і фінікійське вино. Аманінатакілебте поставився зневажливо до подарунків і дав погорду відповідь про готовність його країни до війни, передавши великий лук із словами, що перський цар може на нього напасти, лише якщо натягне цей лук. 
Камбіс II, розгнівавшись, без зволікання і не подбавши про постачання своїх військ харчами, з добірними загонами (50 тис. вояків відповідно до Геродоту) виступив проти Куша. Перше військо, відоме як «втрачене військо Камбіса», було «поглинене» пустелею, потрапивши в піщану бурю. Другий похід не був настільки згубним, але також не досяг поставлених цілей: не пройшовши п'ятої частини наміченого відстані до Мерое, Камбіс II зіткнувся з нестачею харчів. Продовжуючи просування, його військо прибуло до піщаного місця, де, згідно Геродоту, з огляду на голод військам довелося кинути жереб, засудивши кожного десятого до смерті, для прожитку інших. Останнє вважається більш сумнівним. Камбіс II припинило кампанію і відступив до Фів з численними втратами. Перські записи показують, що принаймні північна частина країни з містом Напата була все ж завойована. Бойові дії завершилися у 523 році до н.е.
У 522 році до н.е. таємно підтримував повстання Петубаста III проти перської влади. Воно тривало до 520Ї/519 року до н.е. В будь-якому разі Аманінатакілебте скористався ситуацією для відвоювання Напати та півночі Куша, захопленого Камбісом II. 

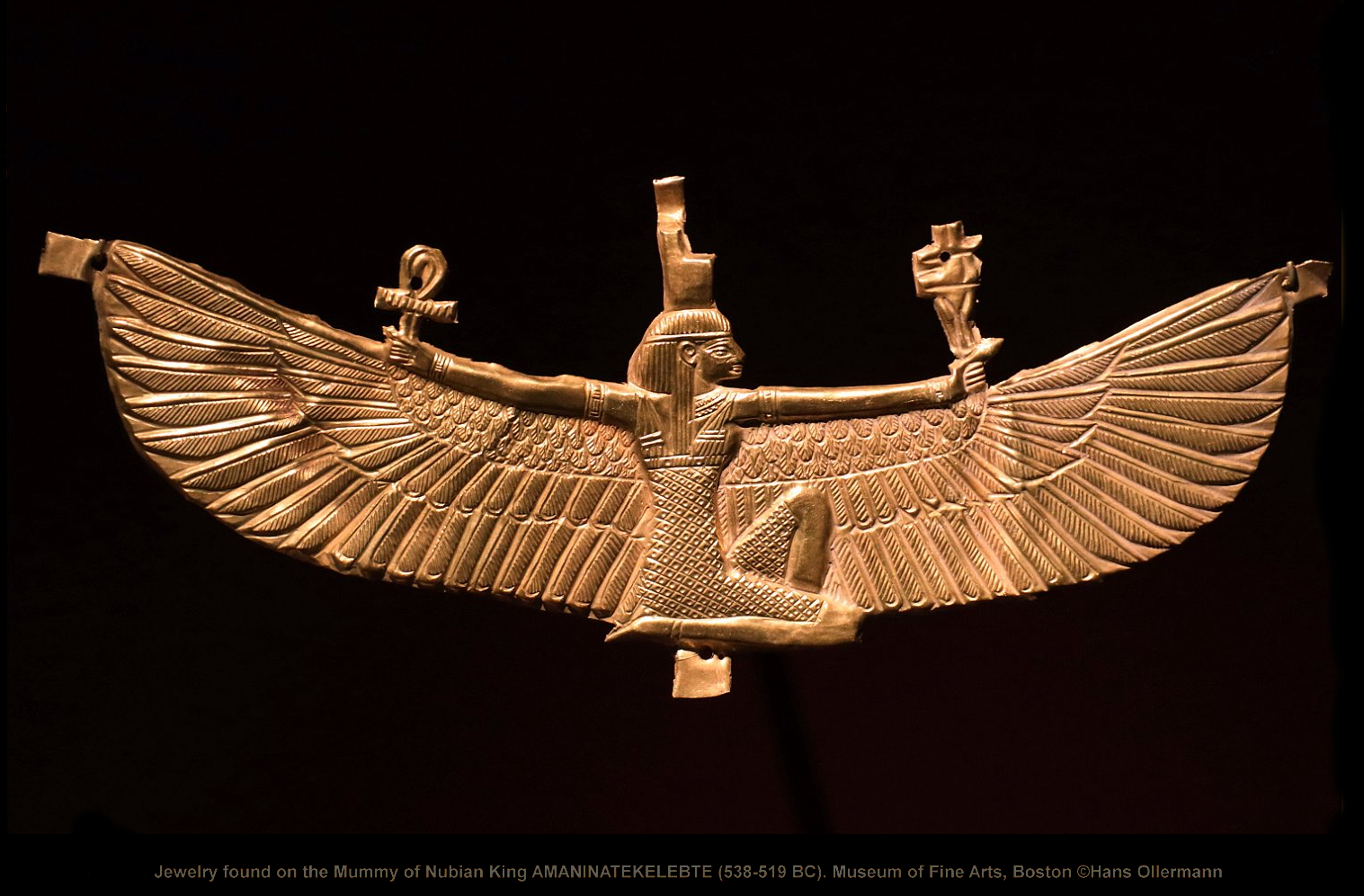
«Крилата Ізіда» з поховання Аманінатакілебте

Помер близько 519 року до н. е. Поховано в гробниці № 10 на території Нурі, де виявлено разом з царем золотий циліндр, призначення якого є дискусійним. Також в піраміді Аманінатакілебте знайдено дзеркало зі срібла з інкрустаціями з золота, 14 × 17,8 см, і нагрудник із золота у вигляді крилатої богині Ізіди (тепер зберігається в Музеї витончених мистецтв в Бостоні) В Мерое знайдено гравіровані блоки з написом про цього володаря. Трон спадкував син Каркамані.